# کابینه ریدینگ سلطنتی پرتغال
کابینه ریدینگ سلطنتی پرتغال (پرتغالی: Real Gabinete Português de Leitura)، یک کتابخانه و مؤسسه فرهنگی لوسوفون است که در خیابان لوئیس د کامیس، شماره ۳۰، در مرکز شهر ریودوژانیرو ، برزیل واقع شده است. این کتابخانه توسط موسسه میراث فرهنگی دولتی ثبت شده است. کابینه توسط مجله تایم به عنوان چهارمین کتابخانه زیبای جهان انتخاب شده است، بزرگترین مجموعه ادبیات پرتغالی را در خارج از پرتغال دارد.

## تاریخ
این موسسه در سال ۱۸۳۷ توسط یک گروه چهل و سه نفری از مهاجران پرتغالی، پناهندگان سیاسی، برای ترویج فرهنگ در میان جامعه پرتغالی در پایتخت وقت امپراتوری برزیل تاسیس شد. این، اولین انجمن این جامعه در شهر بود.
ساختمان مقر فعلی این کابینه که توسط معمار پرتغالی، رافائل داسیلوا ای کاسترو طراحی شده است، بین سال‌های ۱۸۸۰ و ۱۸۸۷ به سبک نئو-مانولین ساخته شده است. این سبک معماری تداعی کننده سبک پرشور گوتیک-رنسانس است که در زمان اکتشافات دریایی پرتغالی‌ها به نام مانولین در پرتغال به دلیل مصادف شدن با سلطنت پادشاه مانوئل (۱۴۹۵-۱۵۲۱) بود.
امپراتور پدروی دوم (۱۸۳۱-۱۸۸۹) سنگ بنای ساختمان را در ۱۰ ژوئن ۱۸۸۰ گذاشت و دخترش، ایزابل، شاهزاده امپراتوری برزیل به همراه همسرش، شاهزاده گاستون، کنت او، آن را در ۱۰ سپتامبر ۱۸۸۷ افتتاح کردند.

### معماری

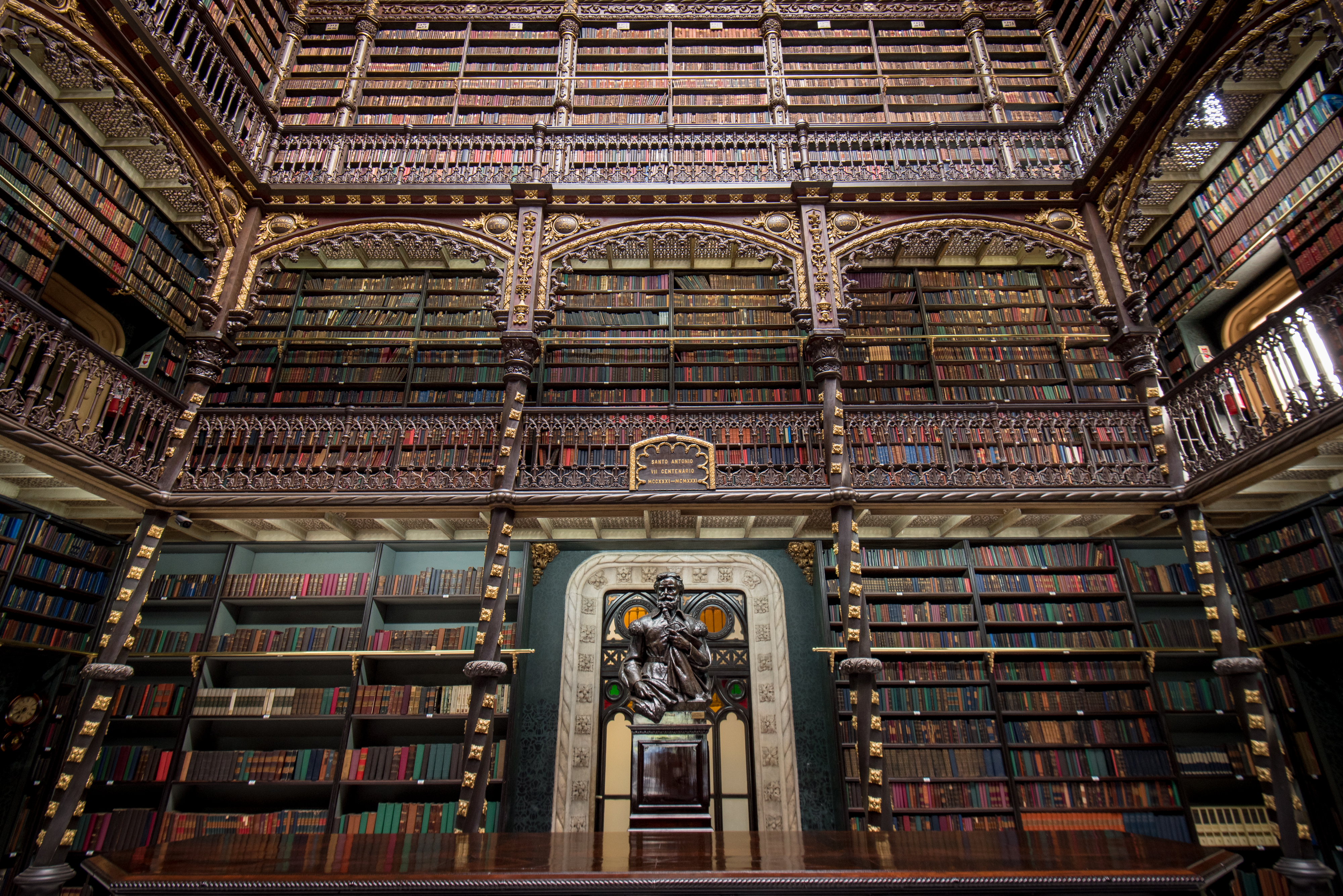
اتاق مطالعه

این نما، با الهام از صومعه جرونیموس در لیسبون ، توسط آلمانو خوزه ساله در سنگ لیسبون استون در لیسبون کار شده و با کشتی به ریو آورده شده‌است. چهار مجسمه‌ای که آن را زینت بخشیدن به ترتیب پدرو آلوارز کابرال ، لوئیس دکاموئش ، اینفانت دی. هنریکه و واسکو دو گاما را به تصویر می کشند و مدالیون نمای خارجی به ترتیب نویسندگان فرنائو لوپس، گیل ویسنته، الکساندر هرکولانو و آلمیدا گرت را به تصویر می کشند.
فضای داخلی نیز از سبک نئو-مانویلین برای سقف، قفسه‌های چوبی برای کتاب‎‌ها و یادبودها پیروی می کند. سقف اتاق مطالعه دارای یک لوستر زیبا و نورگیر در سازه آهنی است که اولین نمونه از این نوع معماری در برزیل است. این تالار همچنین دارای یک یادمان زیبا از نقره، عاج و مرمر (محراب میهن) به ارتفاع ۱.۷ متر است، دوره اکتشافات را تجلیل ‌می‌کند که در کاسا ریس و فیلوس در پورتو توسط زرگر آنتونیو ماریا ریبیرو ساخته شده است و در سال ۱۹۲۳ توسط کابینه سلطنتی خریداری شد.

### عمومی و آثار

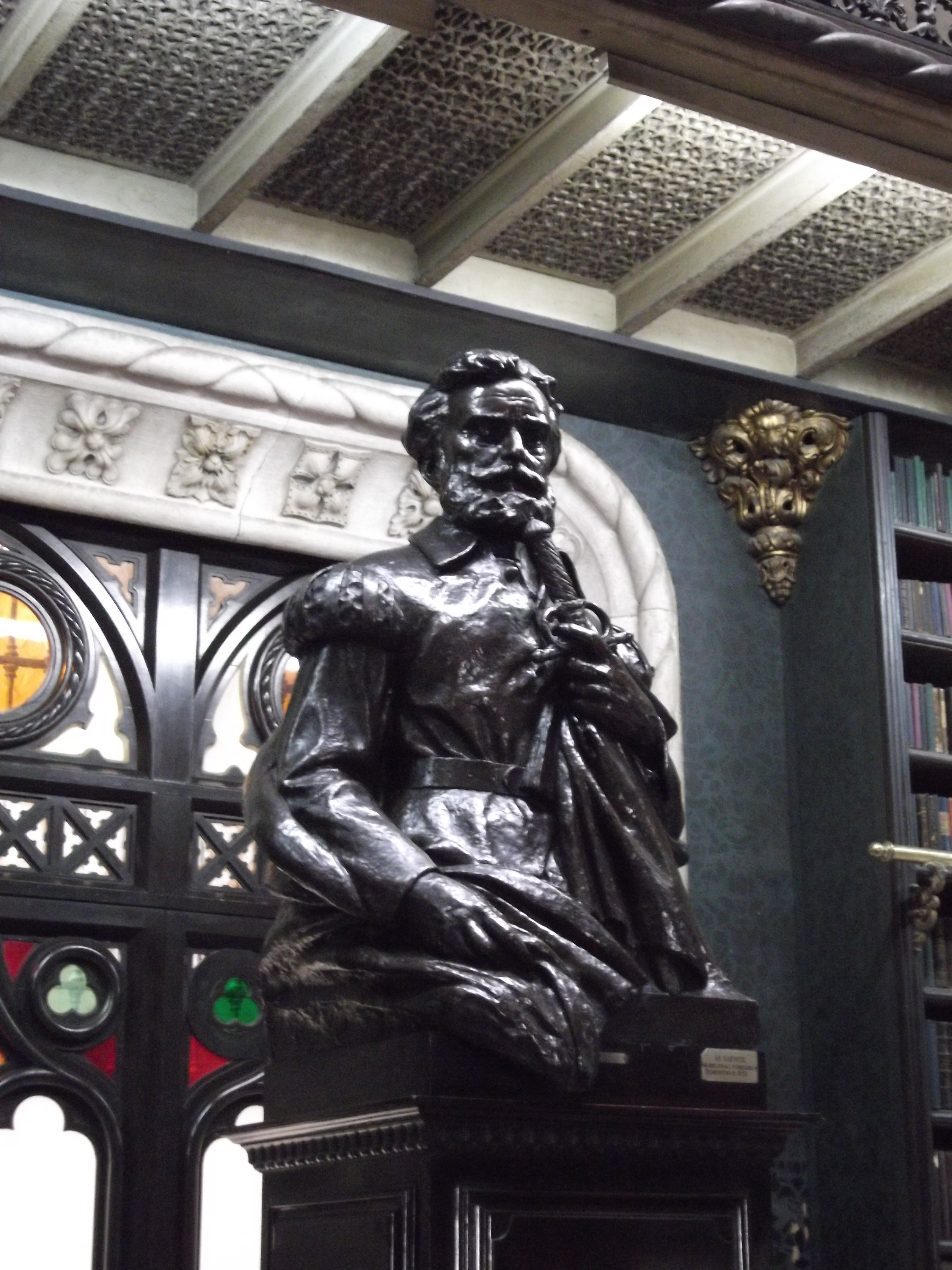
مجسمه پدرو آلوارز کابرال

کتابخانه کابینه سلطنتی که از سال ۱۹۰۰ به روی عموم باز است، بزرگترین مجموعه آثار پرتغالی را در خارج از پرتغال دارد.
در میان ۳۵۰,۰۰۰ جلد، اعم از ملی و خارجی، آثار نادری وجود دارد مانند یک رونوشت از «پرینسپس» نسخه لوسیاد ها کاموئش (۱۵۷۲)، انتصابات دی. مانوئل (۱۵۲۱)، فصل های کورتس و لیز (۱۵۳۹)، اطلاعات واقعی در مورد سرزمین های یوحنای کشیش، پدر فرانسیسکو آلوارز برای بار دوم می‌نویسد (۱۵۴۰)، نسخه خطی طنز " تو، فقط تو، عشق پاک " اثر ماشادو د آسیس و بسیاری دیگر. هر ساله، حدود شش هزار عنوان از پرتغال دریافت می کند. همچنین مجموعه مهمی از نقاشی‌های خوزه مالهوا، کارلوس ریس، اسوالدو تکسیرا، ادواردو مالت و هنریکه مدینا وجود دارد. هر روزه به طور متوسط صد و پنجاه بازدید کننده دارد. در میان بازدیدکنندگان برجسته آن، از گذشته، نام های ماچادو د آسیس، اولاوو بیلاک و ژائو دو ریو وجود دارد.
کابینه سلطنتی مجله Convergência Lusíada (هر ۶ ماه) را منتشر می کند و دوره هایی را در زمینه ادبیات، زبان پرتغالی، تاریخ، مردم شناسی و هنر که عمدتاً برای دانشجویان دانشگاه است، ترویج می کند.
تاریخچه آکادمی ادبیات برزیل با تاریخ کابینه سلطنتی مرتبط است زیرا اولین پنج جلسه رسمی آکادمی، تحت ریاست ماچادو د آسیس، در اینجا برگزار شد.

### عناوین و افتخارات
در ۵ ژوئیه ۱۹۴۶ به عنوان متصدی فرقه نظامی مسیح انتخاب شد. در ۱۹ اوت ۱۹۴۷، به  آمر نشان نیکوکاری، در ۹ آوریل ۱۹۸۱ به عضو افتخاری نفرقه نظامی مسیح  و در ۱۳ ژوئیه ۱۹۹۰ به عنوان عضو افتخاری نشان نظامی سنت جیمز نظامی منصوب شد. .
در ژوئیه ۲۰۱۴، این کتابخانه بر اساس مجله تایم در رتبه چهارم در بین بیست کتابخانه زیبای جهان قرار گرفت. این نشریه، تاریخچه، معماری و مجموعه غنی آثار لوسوفون آن را برجسته کرد.

## تصاویر

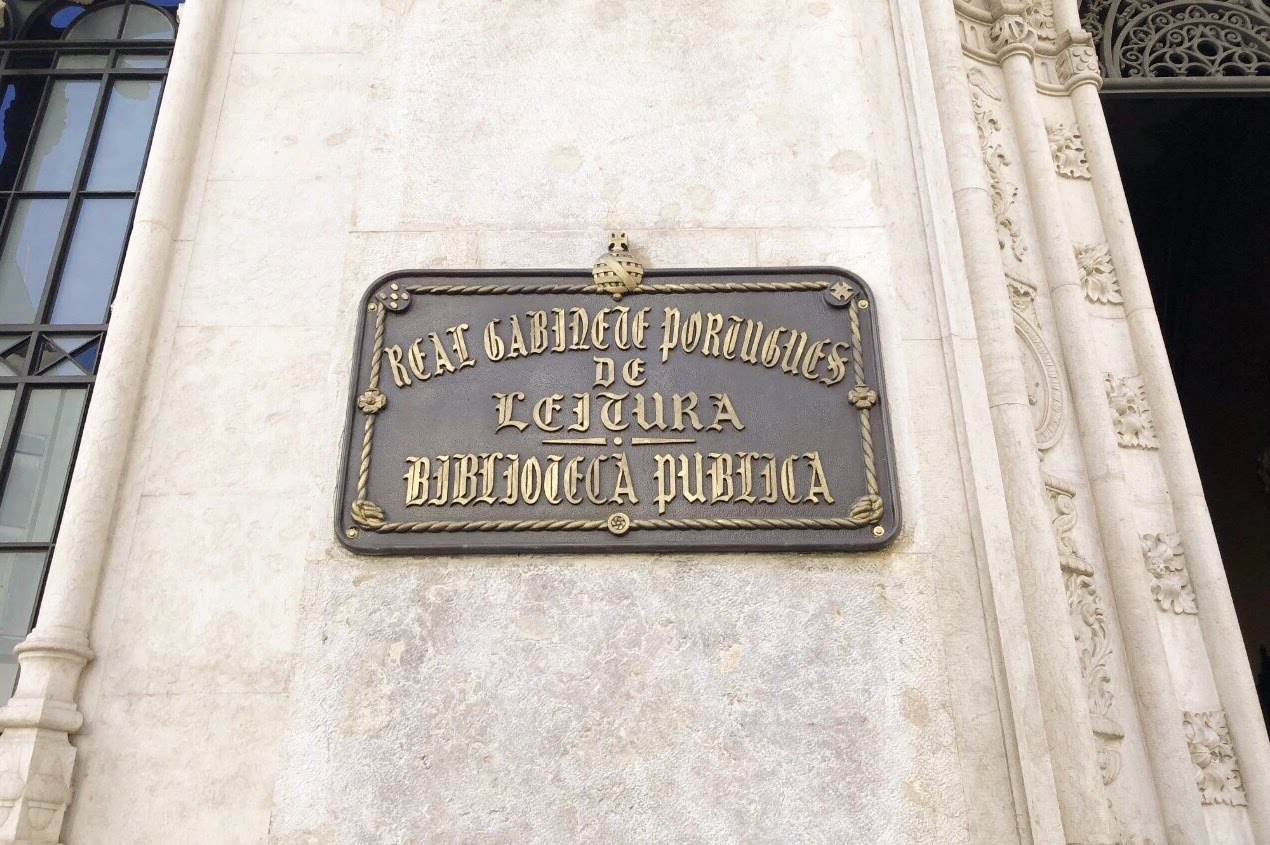
Royal Cabinet's plaque
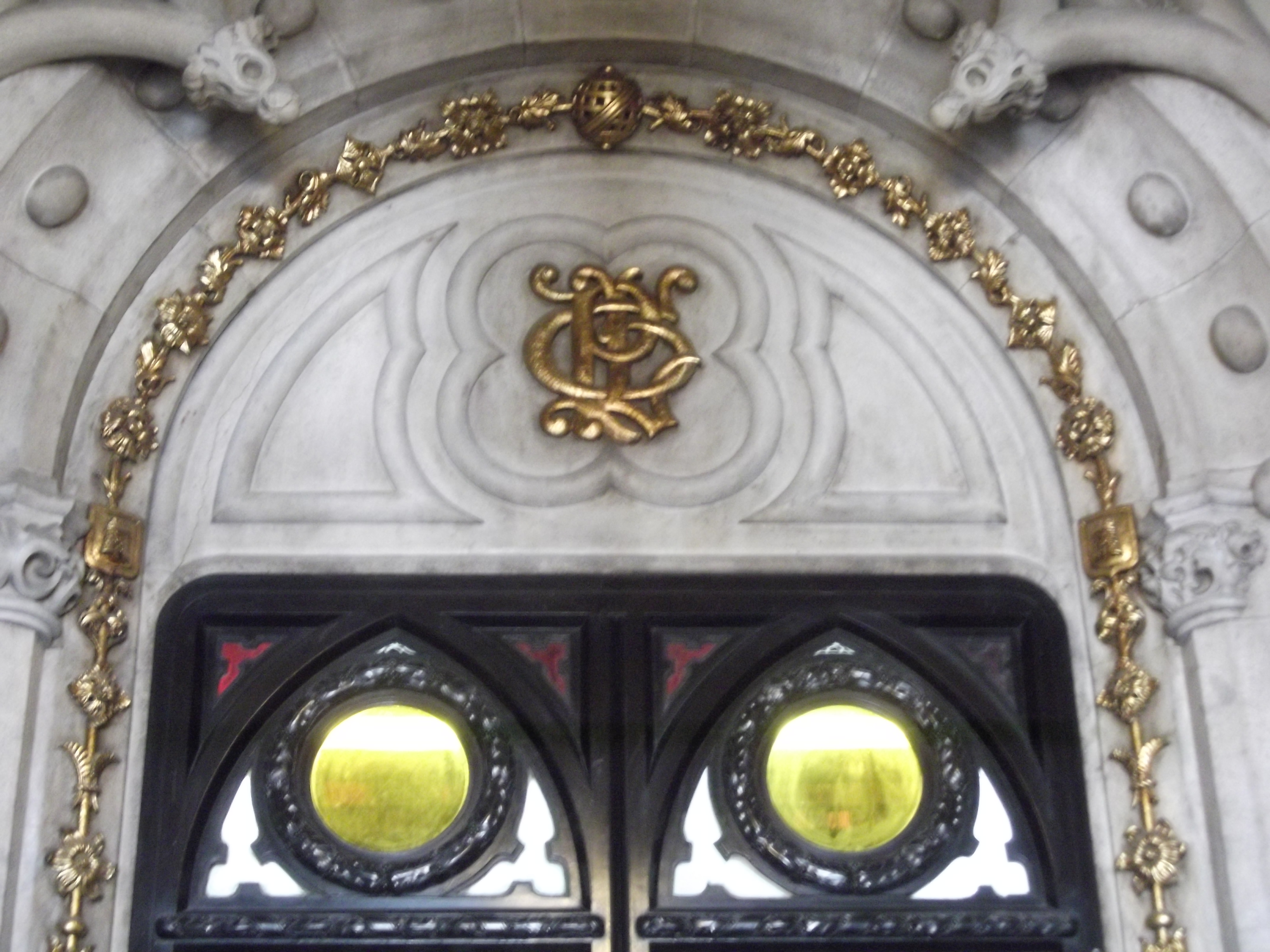
Royal Cabinet's monogram
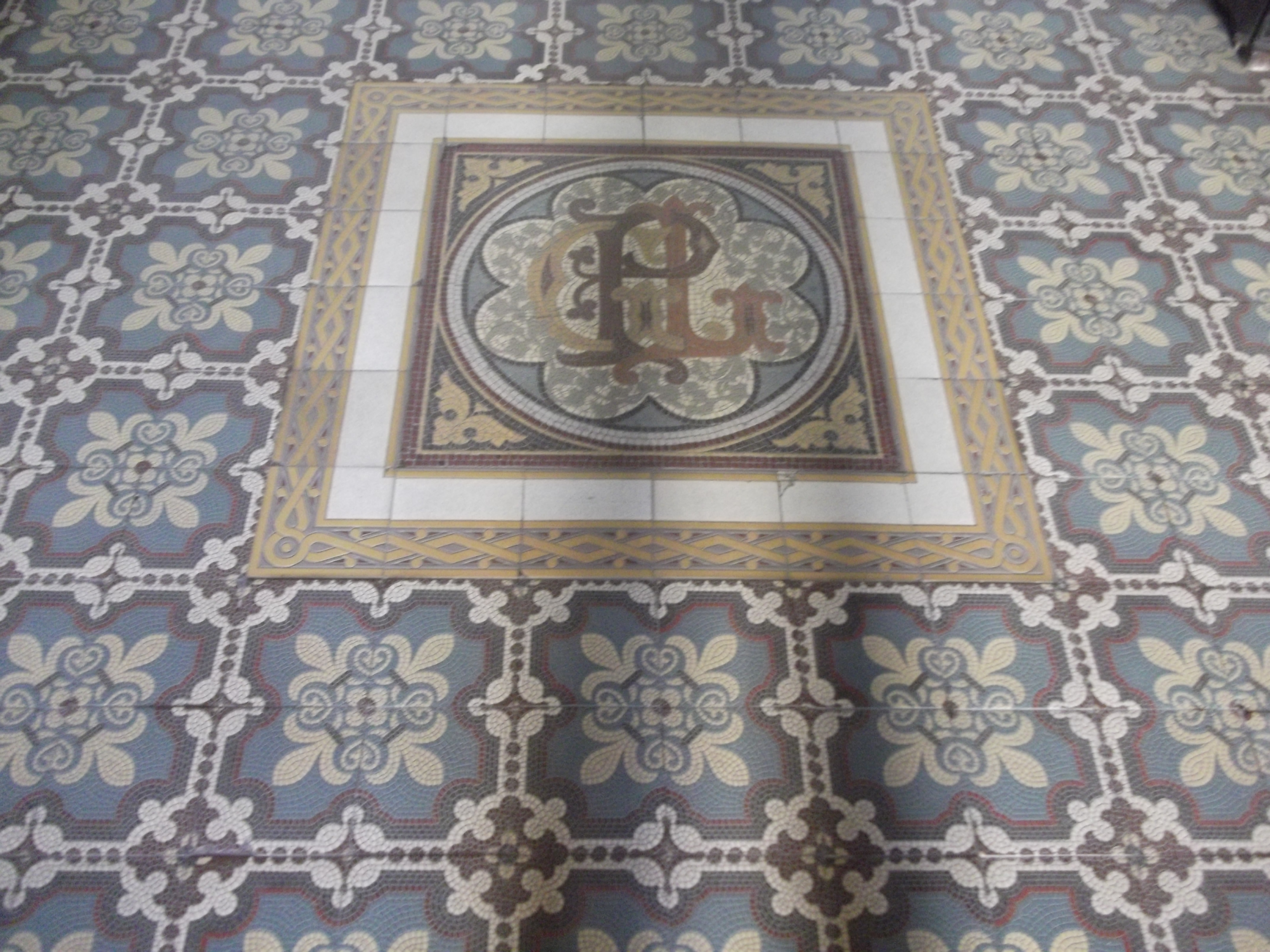
Floor with the Royal Cabinet's logo
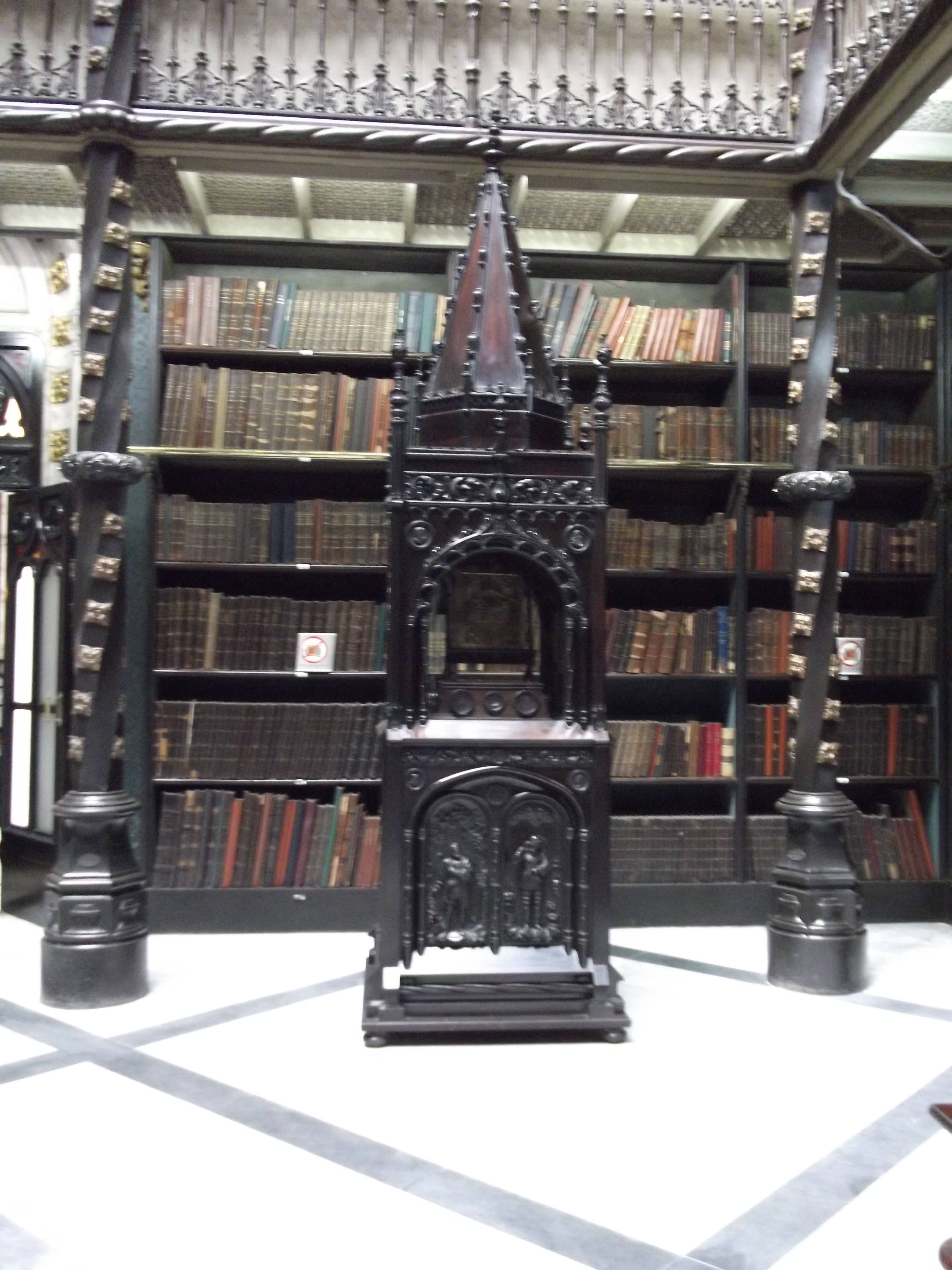
Room's warehouse
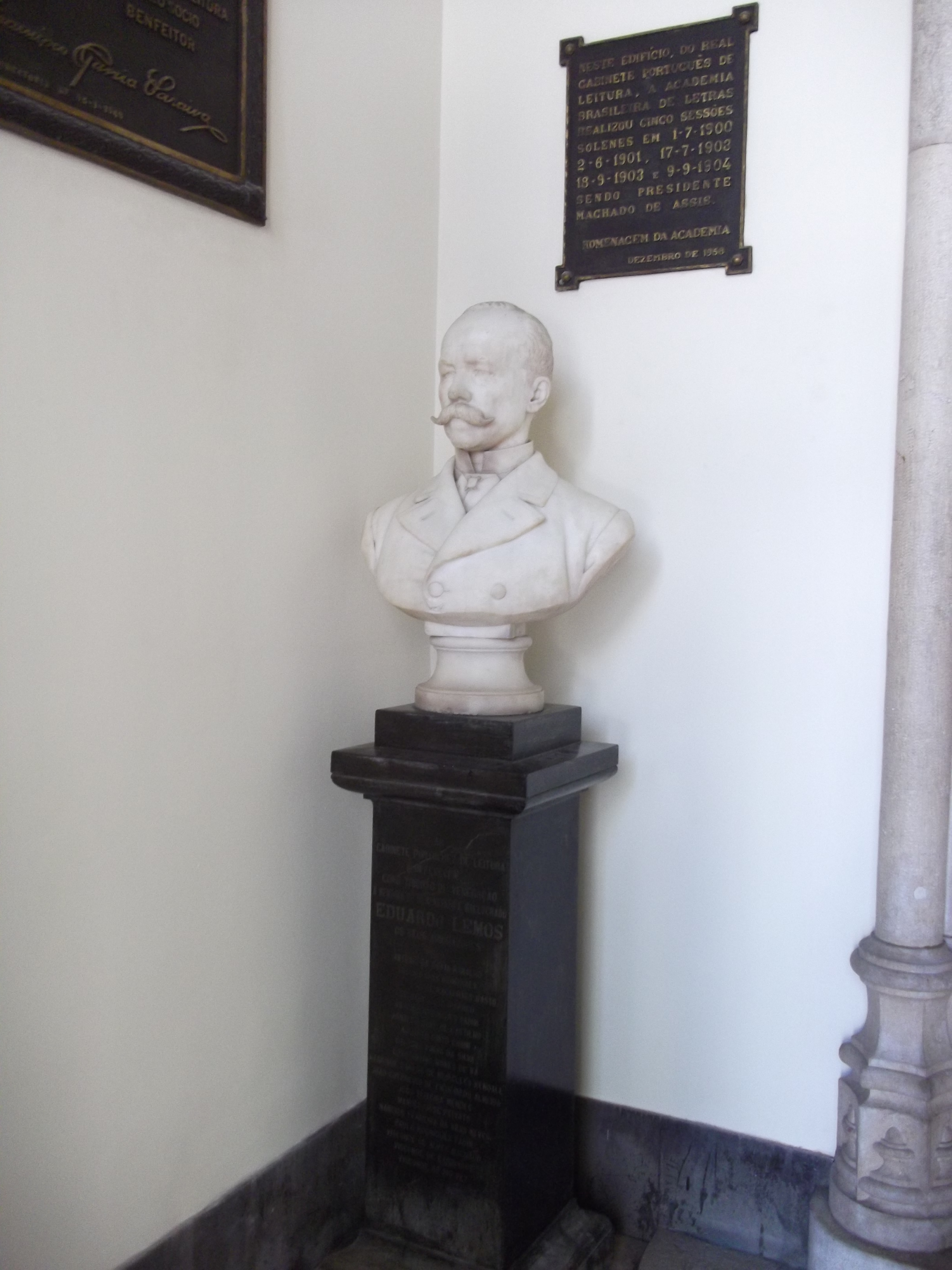
Eduardo Lemos' bust
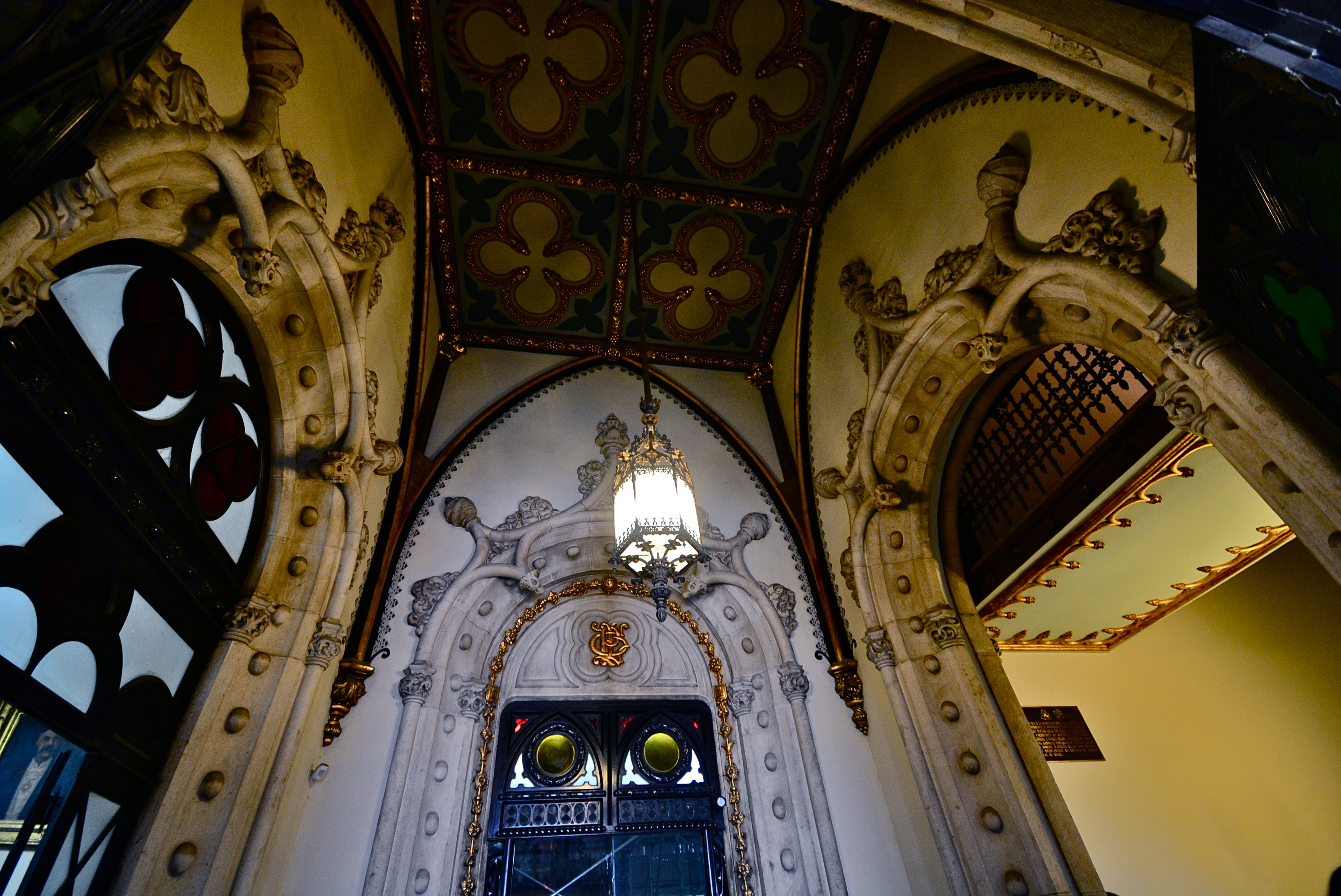
Architecture details
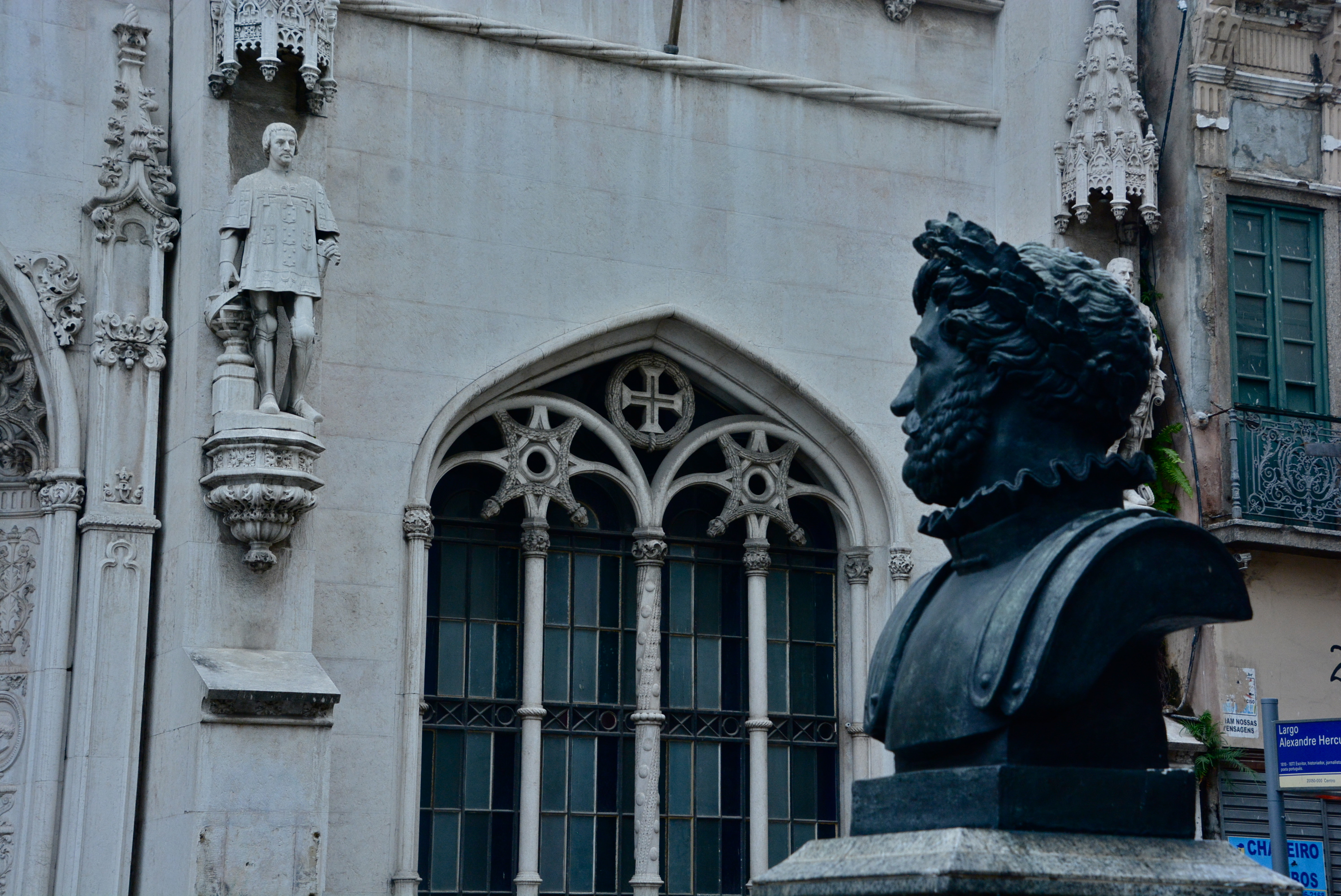
Statues and bust of  Luís de Camões at the façade
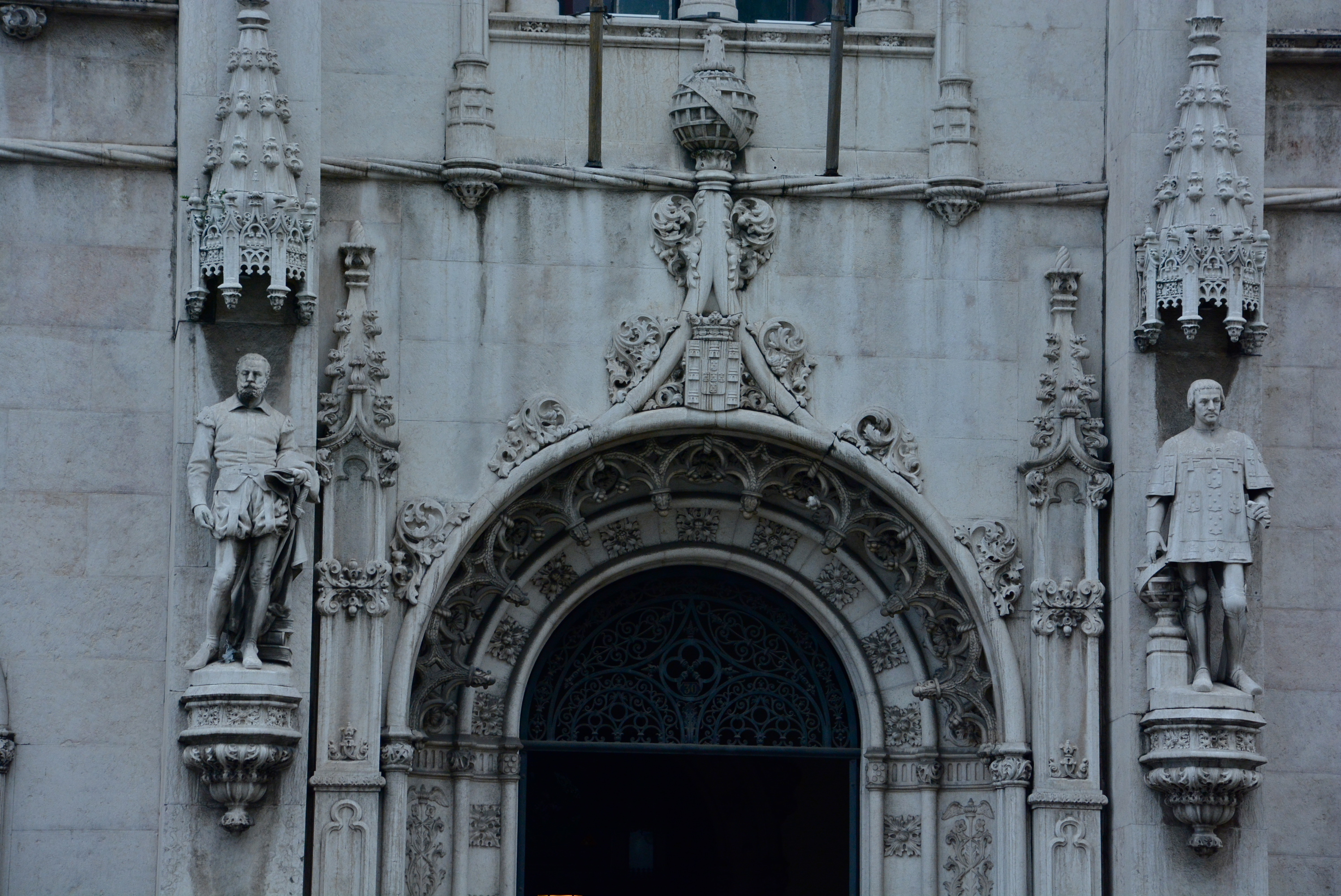
Façade statues of Camões and Prince Henry the Navigator
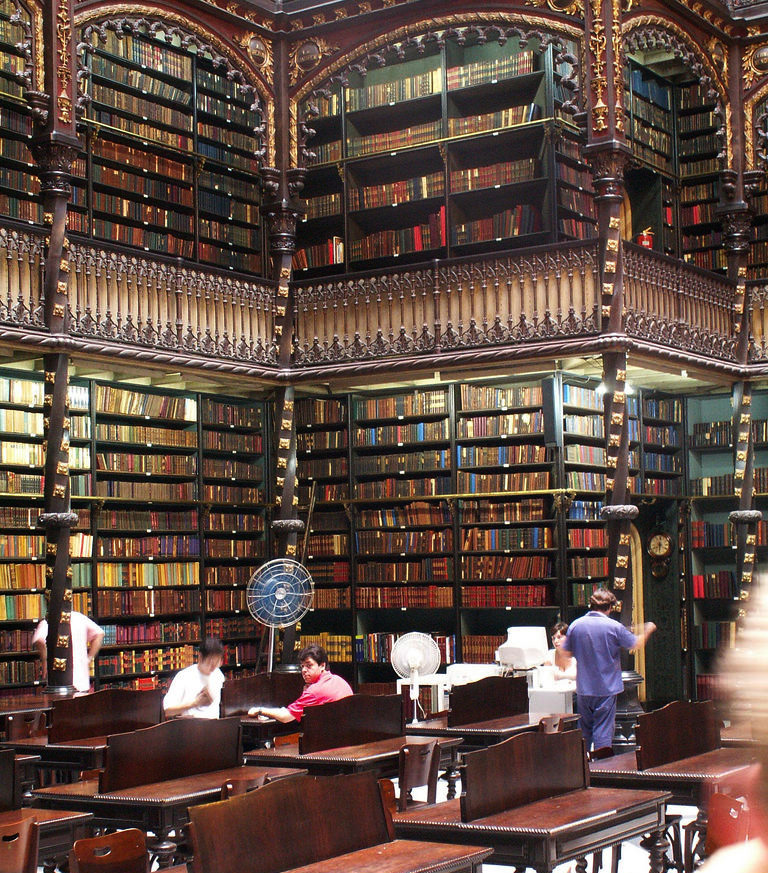
Reading room
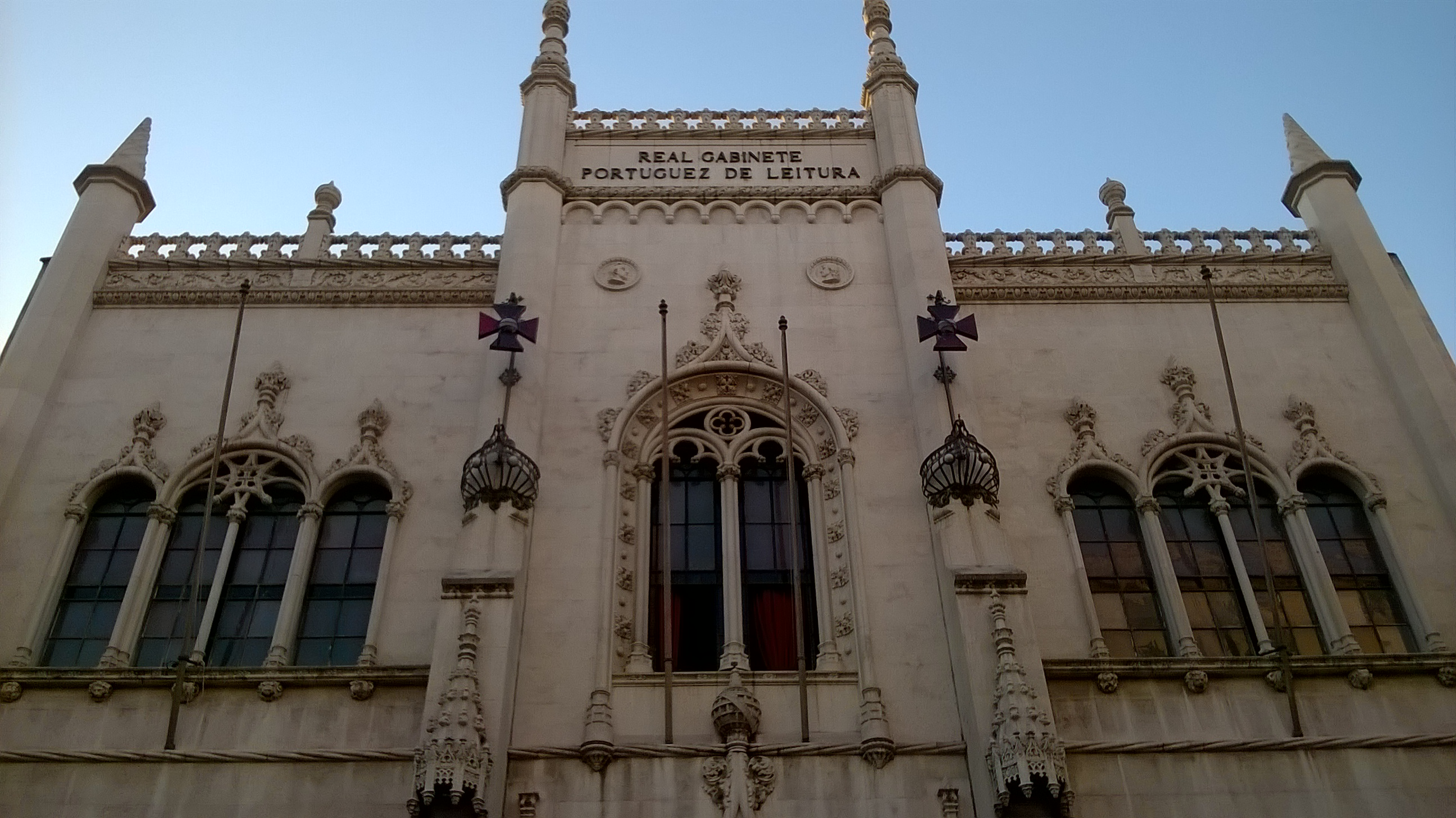
Building upper façade details
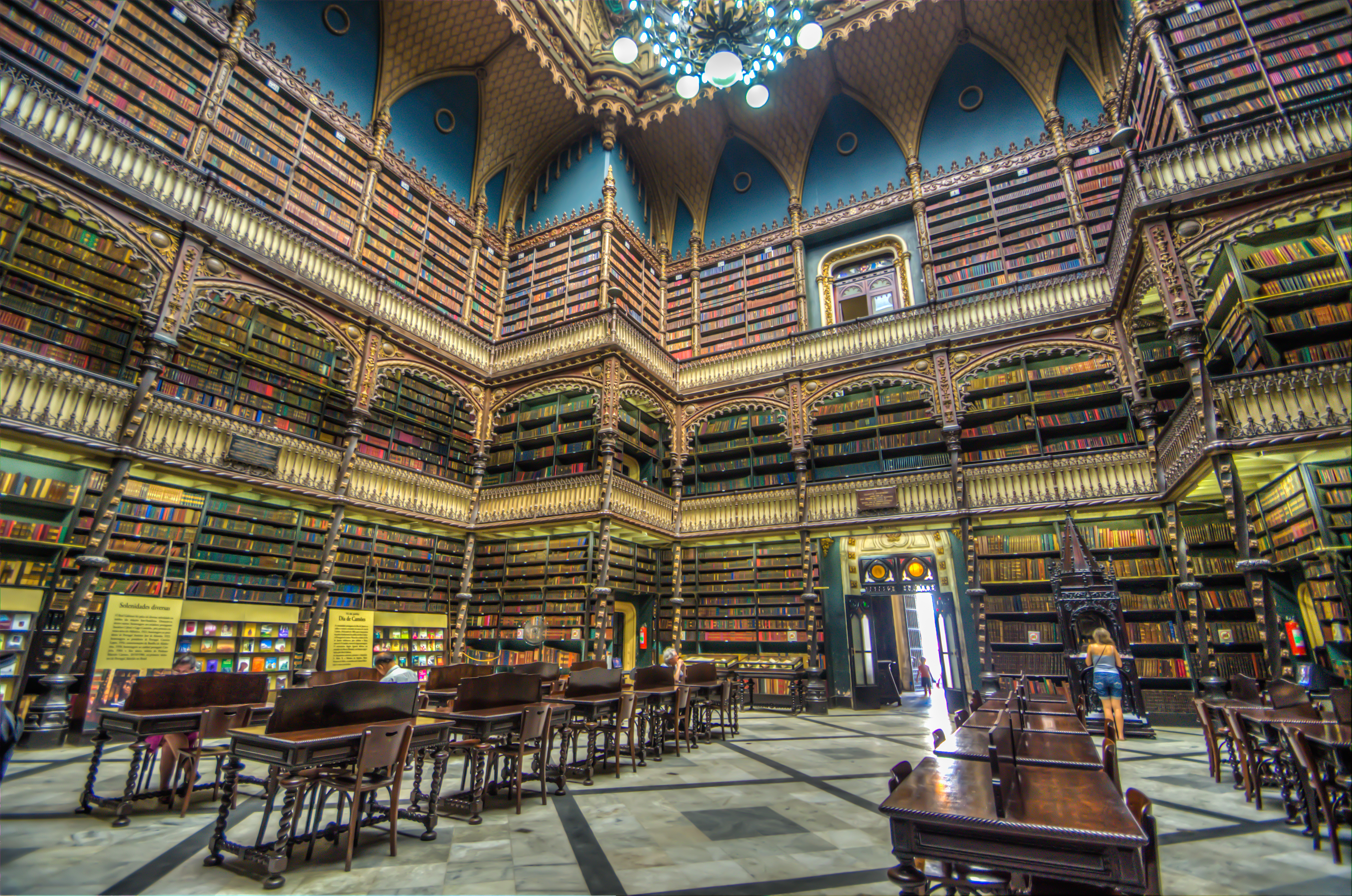
Reading room
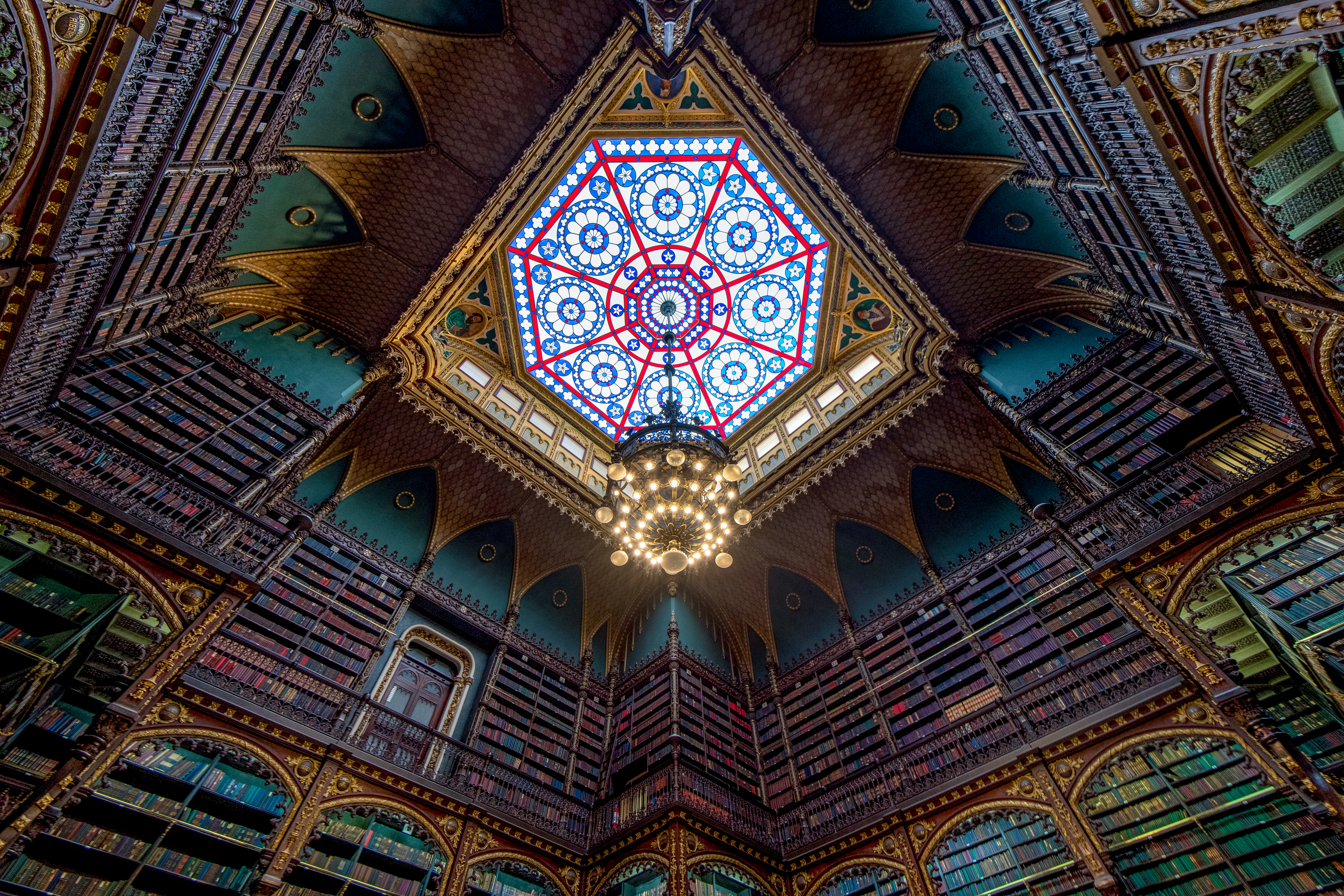
Stained glass dome with chandelier